# Stipa durifolia
Stipa durifolia är en gräsart som beskrevs av Maria Amelia Torres. Stipa durifolia ingår i släktet fjädergrässläktet, och familjen gräs. Inga underarter finns listade i Catalogue of Life.